# Георгиевский сельсовет (Кочубеевский район)
Гео́ргиевский сельсове́т — упразднённое сельское поселение в составе Кочубеевского района Ставропольского края Российской Федерации.
Административный центр — станица Георгиевская.

## География
Находится в юго-восточной части Кочубеевского района.

## История
Образован в 1974 году.
С 16 марта 2020 года, в соответствии с Законом Ставропольского края от 31 января 2020 г. № 7-кз, все муниципальные образования Кочубеевского муниципального района были преобразованы путём их объединения в единое муниципальное образование Кочубеевский муниципальный округ.

## Население
| 1989  | 2002  | 2010  | 2011  | 2012  | 2013  | 2014  |
| ----- | ----- | ----- | ----- | ----- | ----- | ----- |
| 2423  | →2423 | ↘2134 | ↘2132 | ↘2059 | ↘2051 | ↘2009 |
| 2015  | 2016  | 2017  | 2018  | 2019  | 2020  |       |
| ↘1966 | ↗1969 | ↘1944 | ↘1935 | ↘1859 | ↘1790 |       |

### Национальный состав
По итогам переписи населения 2010 года проживали следующие национальности (национальности менее 1 %, см. в сноске к строке "Другие"):
| Национальность | Численность | Процент |
| -------------- | ----------- | ------- |
| Русские        | 1812        | 84,91   |
| Даргинцы       | 99          | 4,64    |
| Чеченцы        | 79          | 3,70    |
| Карачаевцы     | 43          | 2,01    |
| Другие         | 101         | 4,73    |
| Итого          | 2134        | 100,00  |

## Состав сельского поселения
| № | Населённый пункт | Тип населённого пункта          | Население |
| - | ---------------- | ------------------------------- | --------- |
| 1 | Георгиевская     | станица, административный центр | ↘1157     |
| 2 | Привольный       | хутор                           | ↗200      |
| 3 | Раздольный       | хутор                           | ↗300      |
| 4 | Рощинский        | хутор                           | ↘300      |
| 5 | Сунженская       | станица                         | ↘72       |

## Местное самоуправление
- Совет депутатов сельского поселения Георгиевский сельсовет, состоит из 10 депутатов, избираемых на муниципальных выборах по одномандатным избирательным округам сроком на 5 лет
- Администрация сельского поселения Георгиевский сельсовет

Председатели совета депутатов
Главы администрации
- с 8 октября 2006 года — Талащенко Юрий Александрович, глава сельского поселения

## Инфраструктура
- Культурно-досуговый центр
- Воспитательной колония[22]

## Образование
- Средняя общеобразовательная школа № 11

## Памятники
- Бюст героя гражданской войны И. А. Кочубея. 1971 год[23]
- Братская могила, в которой похоронены комиссар Г. А. Попов и его жена А. В. Попова и 17 воинов, погибших за власть советов в годы гражданской войны[24]
- Могила мирных жителей, погибших в годы Великой Отечественной войны. 1942-1943, 1948 года[25]